# 행복의 계단 (1982년 드라마)
《행복의 계단》은 1982년 9월 20일부터 1983년 7월 25일까지 방송된 KBS 1TV 아침 드라마이다.

## 제작진

### 극본
- 박찬성

### 연출
- 곽영범

## 출연진
- 김세윤
- 김창숙
- 김현주
- 김흥기
- 박병호
- 오현경
- 이경진